# Playing My Fiddle for You
Playing My Fiddle for You je třetí sólové studiové album dřívějšího houslisty skupiny Jefferson Airplane Papa John Creache, vydané 1. února 1974 u Grunt Records.

## Seznam skladeb

### Strana 1
1. "Friendly Possibilities" (Zulu) – 4:08
2. "Milk Train" (Grace Slick, Papa John Creach, Roger Spotts) – 3:03
3. "I Miss You So" (Jimmy Henderson, Bertha Scott, Sid Robin) – 3:24
4. "String Jet Continues" (Creach) – 7:47

### Strana 2
1. "Playing My Music" (Zulu) – 3:40
2. "Git It Up" (Creach, Zulu) – 2:52
3. "Gretchen" (Creach, Zulu) – 3:46
4. "One Sweet Song" (Zulu) – 4:11
5. "Golden Dreams" (Zulu) – 3:08

## Sestava
- Papa John Creach – housle, zpěv

### Zulu
- Carl Byrd – bicí, perkuse, zpěv
- John Parker – clavinet, varhany, celeste, zpěv
- Holden Raphael – konga, perkuse, harmonika
- Kevin Moore – kytara, zpěv
- Sam Williams – baskytara